# Alfredo Martini

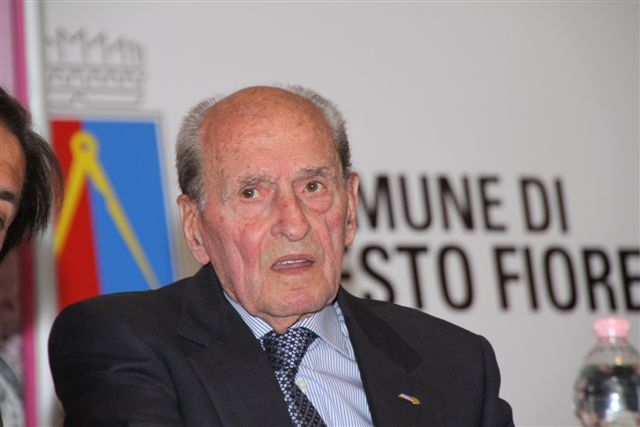
Alfredo Martini (2011)

Alfredo Martini (* 18. Februar 1921 in Calenzano; † 25. August 2014 in Sesto Fiorentino) war ein italienischer Radrennfahrer und Radsporttrainer, unter anderem Nationaltrainer. Er war als Radprofi erfolgreich in den 1950er Jahren. 

## Karriere
Martini war Radprofi von 1941 bis 1957 und erzielte mit dem Sieg beim Giro dell’Appennino 1947, bei der Piemont-Rundfahrt 1950 und dritten Plätzen beim Giro d’Italia 1950 hinter Hugo Koblet und Gino Bartali sowie bei der Tour de Suisse 1951 hinter Ferdy Kübler und Hugo Koblet einige Erfolge. 1950 gewann er eine Etappe im Giro d’Italia. Insgesamt fuhr er den Giro neunmal.
Als Nationaltrainer Italiens zwischen 1975 und 1997 führte er Francesco Moser bei der WM 1977, Giuseppe Saronni bei der WM 1982, Moreno Argentin bei der WM 1986, Maurizio Fondriest bei der WM 1988 sowie Gianni Bugno bei der WM 1991 und 1992 zu ihren Weltmeistertiteln.

## Privatleben
Martini lebte in Sesto Fiorentino, war verheiratet und hatte mit seiner Frau zwei Töchter. Seit März 2014 war er Ehrenbürger seines Geburtsorts Calenzano. Martini starb am 25. August 2014 in seinem Wohnort im Alter von 93 Jahren und wurde dort zwei Tage später im Beisein zahlreicher der von ihm als Trainer betreuten Fahrer bestattet.

## Ehrungen
Posthum wurde aus Anlass von Martinis 100. Geburtstag ein Profi-Radrennen rund um seine Heimatgemeinde Sesto Fiorentino aus der Taufe gehoben, welches den Namen Per sempre Alfredo trägt.